# Roquebrune, Gers
 Roquebrune  là một xã thuộc tỉnh Gers trong vùng Occitanie tây nam nước Pháp. Xã này có độ cao trung bình 170 mét trên mực nước biển.